# Мяннику (Таллин)
Мя́ннику (эст. Männiku — «Сосновый») — микрорайон в районе Нымме города Таллина, столицы Эстонии. Своё название получил в 1991 году по одноимённой улице, которая ведёт в деревню Мяннику.

## География
Расположен в южной части Таллина. Граничит микрорайонами Лийва, Нымме, Раудалу и Рахумяэ и с волостью Саку. Площадь — 4,47 км². Плотность населения на 1 января 2023 года — 1235,8 чел/км².Территория микрорайона включает в себя искусственное озеро Раку (площадь 2,298 км²). Плотность населения на 1 января 2023 года — 12 965,4 чел/км².

## Улицы
Основные и самые протяжённые улицы микрорайона Мяннику: Валдеку, Краави, Махла, Мяннику, Силикальтсийди.
Большинство улиц в Мяннику носят «природные» названия, в частности, Нелги (эст. Nelgi — Гвоздичная), Синилилле (эст. Sinilille — Перелесковая). В XX веке в Мяннику находились заводы по производству строительных материалов, а также активно разрабатывались песчаные карьеры. «Промышленные» названия носят две улицы микрорайона — Квартси (эст. Kvartsi — Кварцевая) и Силикальтсийди (эст. Silikaltsiidi — Силикальцитная).

## Население
В 2014 году в Мяннику проживали 5978 человек, из них доля мужчин — 44 %; эстонцы составляли 60 % жителей микрорайона.
| Численность населения микрорайона Мяннику на 1 января по данным Регистра народонаселения | Численность населения микрорайона Мяннику на 1 января по данным Регистра народонаселения | Численность населения микрорайона Мяннику на 1 января по данным Регистра народонаселения | Численность населения микрорайона Мяннику на 1 января по данным Регистра народонаселения | Численность населения микрорайона Мяннику на 1 января по данным Регистра народонаселения | Численность населения микрорайона Мяннику на 1 января по данным Регистра народонаселения | Численность населения микрорайона Мяннику на 1 января по данным Регистра народонаселения | Численность населения микрорайона Мяннику на 1 января по данным Регистра народонаселения |
| 2008                                                                                     | 2010                                                                                     | 2011                                                                                     | 2012                                                                                     | 2013                                                                                     | 2014                                                                                     | 2015                                                                                     | 2016                                                                                     |
| ---------------------------------------------------------------------------------------- | ---------------------------------------------------------------------------------------- | ---------------------------------------------------------------------------------------- | ---------------------------------------------------------------------------------------- | ---------------------------------------------------------------------------------------- | ---------------------------------------------------------------------------------------- | ---------------------------------------------------------------------------------------- | ---------------------------------------------------------------------------------------- |
| 6095                                                                                     | ↘6053                                                                                    | ↘6019                                                                                    | ↘5993                                                                                    | ↘5990                                                                                    | ↘5978                                                                                    | ↗6043                                                                                    | ↘5988                                                                                    |
| 2017                                                                                     | 2018                                                                                     | 2019                                                                                     | 2020                                                                                     | 2021                                                                                     | 2022                                                                                     | 2023                                                                                     |                                                                                          |
| ↘5870                                                                                    | ↘5826                                                                                    | ↘5672                                                                                    | ↗5694                                                                                    | ↘5689                                                                                    | ↘5556                                                                                    | ↘5524                                                                                    |                                                                                          |

## История
Местность, на которой располагается современный микрорайон Мяннику, впервые упоминается в атласе Лифляндии Людвига Августа Меллина под названием Сутлем: 1798 год — Sutlem, в 1871 и 1925 годах — эст. Suklema. Последнее название также фигурирует на картах конца XIX и начала XX века.
В начале XX века на углу нынешних улиц Валдеку и Мяннику находился трактир «Валдек» (нем. Waldeck — «лесок», «роща»). По названию этого трактира вся окружающая его местность стала называться Валдеку.
В 1900 году через Мяннику была проложена узкоколейная железная дорога Таллин — Вильянди и на улице Валдеку была открыта служебная железнодорожная станция «Валдеку».
В мае 1914 года в новом, только планирующемся саду Романовых, на участке земли, купленном у мызы Сак, была создана железнодорожная станция «Мяннику». Строительство садов с началом Первой мировой войны так и осталось нереализованным, однако станция сохранилась. Дорогу, связывающую Таллин с посёлком Саку, тоже начали называть Мяннику. 
В 1932 году Валдеку-Суклема был частично присоединен к городу Нымме, и часть дороги до Саку, проходящая через город, получила название улица Мяннику. Примерно в то же время название Мяннику стало вытеснять старое название всей местности.
Долгое время Мяннику был окраиной города Нымме, малоосвоенным местом, где располагались только одинокие дома и хутора с обширными землями. Во времена Первой Эстонской республики в Мяннику располагались жилые казармы Караульного батальона, склады с боеприпасами, военная лаборатория и большой учебный полигон.
В 1937 году акционерное общество «Kvarts» начало в Мяннику создание песчаных карьеров.
В 1957 году здесь начал работу завод по производству строительных материалов «Мяннику». В 1973 году завод был объединен с находящимся в Лийва заводом «Силикат». В 1961 году в Мяннику начали работу Таллинский строительный комбинат и Институт силикатов и бетона.
После восстановления независимости Эстонии бо́льшая часть промышленных предприятий в Мяннику была закрыта. Исключение составляет цех и песчаный карьер на улице Валдеку, которые работают по сей день.

## Общественный транспорт
В Мяннику курсируют городские автобусы маршрутов № 5, 32, 33 и 57.
В микрорайоне находится железнодорожная платформа «Валдеку», на которой останавливаются пригородные поезда компании «Elron».

## Галерея
- Микрорайон Мяннику
- Бизнес-здание «Мяннику»
- Гостевой дом «Ягергоф»
- Продуктовый магазин
- Железнодорожная остановка «Валдеку»
- Озеро Пумба